# May We All
«May We All» — песня американской кантри-группы Florida Georgia Line при участии Тима Макгро. Она была выпущена лейблом Republic Nashville в качестве второго сингла из третьего студийного альбома Dig Your Roots, вышедшего 26 августа 2016 года. Песню написали Родни Клоусон и Джейми Мур, а спродюсировал Joey Moi. «May We All» была впервые выпущена в продажу 15 июля 2016 года лейблом Republic Nashville в качестве предальбомного трека и только затем была издана в качестве сингла на радио в августе.
Сингл занял первое место в чарте Billboard Country Airplay и 2-е место в чарте Hot Country Songs. Песня получила 3-кратный платиновый сертификат от Американской ассоциации звукозаписывающей индустрии (RIAA).

## Коммерческий успех
Песня «May We All» дебютировала под номером 27 в чарте Hot Country Songs, продав 22 000 копий за первую неделю в качестве предрелизного трека для альбома. Впоследствии она достигла второго места в этом чарте. Она стала самой проигрываемой песней на кантри-радио в августе 2016 года. Впервые она появилась в чарте Country Airplay на 51-м месте, а на следующей неделе поднялась до 34-го места. В декабре 2016 года она достигла первого места в чарте Country Airplay. Песня стала девятым хитом Florida Georgia Line в топ-40 и седьмым хитом в топ-30 в поп-чарте, а для Тима Макгро — тридцать вторым хитом в топ-40 и двадцать вторым хитом в топ-30 в поп-чарте. На сегодняшний день это 29-я и самая последняя песня Макгроу, ставшая номером один.
По состоянию на июль 2017 года песня была продана тиражом 635 000 копий в США. 12 декабря 2018 года она была сертифицирована Американской ассоциацией звукозаписывающей индустрии (RIAA) как дважды платиновая.

## Музыкальное видео
Режиссёром клипа выступил Ти Кей МакКами (TK McKamy), а премьера состоялась в августе 2016 года. В клипе группа Florida Georgia Line изображена в роли гонщиков, а Тим Макгро — в роли владельца машин. Поначалу гонщики дружат, но ссорятся после того, как Тайлер Хаббард, половина дуэта Florida Georgia Line, в конце второго заезда впечатывает Брайана Келли, вторую половину группы, в стену. Они мирятся после того, как Келли помогает Хаббарду и в итоге переворачивает машину последнего. Келли помогает Хаббарду выбраться из машины. Машина Хаббарда загорается, затем машина взрывается вместе с ним, а его дочь смотрит на это, кричит «Папа!» и начинает плакать. Вопреки официальному приказу Келли отталкивает пожарных, а затем бросается внутрь и вытаскивает Хаббарда из горящих обломков. Видео заканчивается тем, что Хаббард спрашивает Келли, выиграл ли он, на что тот отвечает: «Да, приятель. Мы все выиграли». В клипе они только играют (без пения), что стало первым клипом такого рода для Florida Georgia Line. Съёмки клипа проходили в Хоэнвальде, штат Теннесси.

## Чарты

### Еженедельные чарты
| Чарт (2016—2017)                    | Высшая позиция |
| ----------------------------------- | -------------- |
| Канада (Billboard Canadian Hot 100) | 46             |
| Канада (Billboard Country)          | 1              |
| США (Billboard Hot 100)             | 30             |
| США (Billboard Country Airplay)     | 1              |
| США (Billboard Hot Country Songs)   | 2              |

### Годовые итоговые чарты
| Чарт (2016)                       | Позиция |
| --------------------------------- | ------- |
| США Hot Country Songs (Billboard) | 41      |

| Чарт (2017)                       | Позиция |
| --------------------------------- | ------- |
| США Country Airplay (Billboard)   | 52      |
| США Hot Country Songs (Billboard) | 51      |

## Сертификации
| Регион                                                                      | Сертификация  | Продажи   |
| --------------------------------------------------------------------------- | ------------- | --------- |
| Австралия (ARIA)                                                            | Золотой       | 35 000    |
| США (RIAA)                                                                  | 3× Платиновый | 3 000 000 |
| Данные о продажах + прослушиваниях приведены только на основе сертификации. |               |           |